# Cabinet (Canada)
Pour les articles homonymes, voir Cabinet.
 (septembre 2024).
Si vous disposez d'ouvrages ou d'articles de référence ou si vous connaissez des sites web de qualité traitant du thème abordé ici, merci de compléter l'article en donnant les références utiles à sa vérifiabilité et en les liant à la section « Notes et références ».
Le cabinet du Canada (ou conseil des ministres) est le principal organe du pouvoir exécutif du gouvernement du Canada.
Selon les principes du système de Westminster, le cabinet est composé de ministres et présidé par le premier ministre ; tous doivent être membres du Parlement. 
Techniquement, le cabinet constitue un comité du Conseil privé du Roi pour le Canada mais, dans la pratique, il s'agit réellement du comité de direction du gouvernement canadien.
Le cabinet actuel est Libéral et a été assermenté le 14 mars 2025 avec Mark Carney comme premier ministre du Canada.

## Composition
Le cabinet est composé du premier ministre, de ministres et ministre d'État ainsi que d'autres personnes comme le leader du gouvernement à la Chambre des communes ou le président du Conseil du Trésor. Les membres du cabinet sont, par convention, tous députés ou sénateurs.
À l'inverse de ce qui existe dans d'autres pays appliquant le système de Westminster, il est habituel au Canada que tous les ministres fassent partie du cabinet.
Les membres du cabinet sont nommés, au nom du souverain, par le gouverneur général sur proposition du premier ministre.
Les ministres ont la responsabilité d'un portefeuille qui peut comprendre un ministère ou une agence au sein d'un ministère. Même si le premier ministre peut désigner des ministres sans portefeuille, cette pratique ne s'est pas produite depuis 1978.
Les ministres d'État sont responsables de tâches sur une base plus ad hoc et sont souvent placés sous la responsabilité d'un ministre.

## Cabinet fantôme
Le cabinet fantôme est un comité de députés de l'opposition officielle qui agissent en tant que critique des différents ministères du cabinet. Son but est de mieux gérer l'opposition au gouvernement en nommant un député responsable de la critique officielle d'un ministère ou d'un ministre.